# Lac Merced (comté de Mariposa)
Pour les articles homonymes, voir Merced.
Le lac Merced (en anglais : Merced Lake) est un lac américain dans le comté de Mariposa, en Californie. Il est situé à 2 197 mètres d'altitude au sein de la Yosemite Wilderness, dans le parc national de Yosemite. Sur ses rives se trouve le Merced Lake High Sierra Camp, un terrain de camping inscrit au Registre national des lieux historiques depuis le 18 juillet 2014.